# Drongo de Palawan
El drongo de Palawan (Dicrurus palawanensis) és un ocell de la família dels dicrúrids (Dicruridae).

## Hàbitat i distribució
Habita selva humida, manglars i zones una mica més obertes al grup de les Palawan i les illes de Cuyo, Pamalican i Semirara, a les Filipines occidentals.

## Taxonomia
Inclòs fins fa poc a Dicrurus hottentottus, apareix con una espècie de ple dret a la classificació del Congrés Ornitològic Internacional, versió 13.1 2023 arran els treballs de Shakya et al. 2020